# 范鎔
范鎔（1396年—？），字九鼎，江西撫州府臨川縣人，明朝政治人物。進士出身。

## 生平
江西鄉試第一百十二名。宣德五年（1430年）丁丑科會試第六十九名，殿試登進士第三甲第四名。

## 家族
曾祖范仁卿。祖父范仲祥。父亲范啟宗。